# Rodeio Bonito
Rodeio Bonito é um município brasileiro do estado do Rio Grande do Sul. 